# Командный чемпионат Европы по международным шашкам среди женщин 2017 (блиц)
Командный чемпионат Европы по международным шашкам среди женщин 2017 года по блицу прошёл 22 октября в Вильнюсе, Литва одновременно с мужским турниром. Главный судья — Витас Лабутис (Vitas Labutis).
Всего выступило 6 команд из 5 стран.

## Призёры
Золото — Россия
 Серебро — Беларусь
 Бронза — Латвия

## Составы команд
Латвия — Зоя Голубева, Елена Чеснокова
Украина — Виктория Мотричко, Людмила Литвиненко
Россия — Айгуль Идрисова, Алия Аминова
Беларусь — Ольга Федорович, Дарья Федорович

Литва-1 — Вероника Вилчинска, Ромуальда Шидлаускене
Литва-2 — Лайма Адлите, Рита Пашкаускайте

## Ход турнира
Был проведен круговой турнир, 4 лучших команд выходили в полуфиналы, а оставшие разыгрывали 5-6 места. Дальше турнир шел по олимпийской системе.
| Место | Команда  | Побед | Очки матчей | Очки всех игр | первая доска | 1 тур | 2 тур | 3 тур | 4 тур | 5 тур |
| ----- | -------- | ----- | ----------- | ------------- | ------------ | ----- | ----- | ----- | ----- | ----- |
| 1     | Латвия   | 4     | 9           | 15            | 6            | 2b/2  | 3w/3  | 5b/4  | 6w/3  | 4b/3  |
| 2     | Беларусь | 3     | 8           | 15            | 9            | 1w /2 | 5w/4  | 4b/4  | 3w/3  | 6b/2  |
| 3     | Россия   | 3     | 6           | 11            | 5            | 4b/3  | 1b/1  | 6w/3  | 2b/1  | 5w/3  |
| 4     | Украина  | 1     | 3           | 7             | 4            | 3w/1  | 6b/3  | 2w/0  | 5b/2  | 1w /1 |
| 5     | Литва-2  | 1     | 3           | 6             | 3            | 6w/3  | 2b/0  | 1w/0  | 4w/2  | 3b/1  |
| 6     | Литва-1  | 0     | 1           | 6             | 3            | 5b/1  | 4w/0  | 3b/0  | 1b/1  | 2w/0  |

Легенда 
w - цвет (белый)
b - цвет (черный)
1 цифра (слева) - номер команды-соперницы
2 цифра (справа, после /) - набранные очки в матче
Олимпийская система
1-й полуфинал
Латвия 1:3 Беларусь
Зоя Голубева 0:2 Ольга Федорович
Елена Чеснокова 1:1 Дарья Федорович
2-й полуфинал
Россия 3:1 Украина
Айгуль Идрисова 1:1 Виктория Мотричко
Алия Аминова 2:0 Людмила Литвиненко
Игра за 5-6 место
Литва-2  1:3  Литва-1
Лайма Адлите 0:2 Вероника Вилчинска
Рита Пашкаускайте 1:1  Ромуальда Шидлаускене
Игра за 3-4 место
Латвия 3:1 Украина
Зоя Голубева 2:0 Виктория Мотричко
Елена Чеснокова 1:1 Людмила Литвиненко
Финал
Россия 3:1 Беларусь
Айгуль Идрисова 2:0 Ольга Федорович
Алия Аминова 1:1 Дарья Федорович

## Финальная таблица
| Место команды | Команда  |
| ------------- | -------- |
| 1.            | Россия   |
| 2.            | Беларусь |
| 3.            | Латвия   |
| 4.            | Украина  |
| 5.            | Литва-1  |
| 6.            | Литва-2  |